# Пятихатки (Краснодарский край)
Пятихатки — посёлок в Приморском сельском округе Муниципального образования город-курорт Анапа Краснодарского края.

## Население
| 2002 | 2010  |
| ---- | ----- |
| 902  | ↗1178 |

## История
Ранее посёлок в административном плане относился к Приморскому сельскому поселению Анапского района Краснодарского края. В данный момент входит в Приморский сельский округ Муниципального образования город-курорт Анапа Краснодарского края.
С 2010 года в посёлке постоянно функционирует арт-резиденция для художников, созданная братьями Субботиными (арт-группа «ЗИП»).